# Albert Einstein Award
Albert Einstein Award er en hæderspris, der i perioden 1951-1979 blev uddelt i anerkendelse af væsentlige resultater indenfor naturvidenskaberne. Prisen blev indstiftet af "Lewis and Rosa Strauss Memorial Fund" på Albert Einsteins 70 års fødselsdag den 14. marts 1951. Prisen blev samme år uddelt for første gang til matematikeren Kurt Gödel og fysikeren Julian Schwinger, og i tillæg til en guldmedalje udført af skulptøren Gilroy Roberts, medfulgte også en pengepræmie på $15,000, hvilket dog senere blev reduceret til $5,000. Vinderen blev udvalgt af en komittée, der oprindeligt bestod af Albert Einstein, Robert Oppenheimer, John von Neumann og Hermann Weyl fra Institute for Advanced Study, der administrerede prisuddelingen.
Prisen skal ikke forveksles med mange af de andre priser, der er opkaldt efter Albert Einstein, herunder Albert Einstein World Award of Science, der siden 1984 er uddelt af World Cultural Council, Albert Einstein Medal, der siden 1979 er uddelt af Albert Einstein Society og Hans Albert Einstein Award, der er opkaldt efter Albert Einsteins søn og siden 1988 uddelt af American Society of Civil Engineers. Albert Einstein Award blev indstiftet længe før disse priser og på et tidspunkt, hvor han fortsat var i live og tilknyttet Institute for Advanced Study. Prisen er af The New York Times blevet kaldt "den fornemmeste af sin art i USA" og er af nogle anset som lige som prestigefyldt som Nobelprisen.

## Modtagere
| År   | Navn                           | Note         |
| ---- | ------------------------------ | ------------ |
| 1951 | Kurt Gödel og Julian Schwinger | [ 2 ] [ 10 ] |
| 1954 | Richard Feynman                | [ 3 ]        |
| 1958 | Edward Teller                  | [ 11 ]       |
| 1959 | Willard Libby                  | [ 12 ]       |
| 1960 | Leó Szilárd                    | [ 13 ]       |
| 1961 | Luis Alvarez                   | [ 4 ]        |
| 1965 | John Wheeler                   | [ 14 ]       |
| 1967 | Marshall Rosenbluth            | [ 5 ]        |
| 1970 | Yuval Ne'eman                  | [ 15 ]       |
| 1972 | Eugene Wigner                  | [ 16 ]       |
| 1978 | Stephen Hawking                | [ 9 ]        |
| 1979 | Tullio Regge                   | [ 17 ]       |